# Zeche Nordstern
Die Zeche Nordstern ist ein ehemaliges Steinkohlenbergwerk in Gelsenkirchen-Horst.

## Geschichte

### 1855–1901
Im Jahre 1855 wurden in der Gemarkung Horst mehrere Grubenfelder unter dem Namen Blücher I–III konsolidiert. Die sich bildende Gewerkschaft Blücher begann 1857 mit dem Abteufen eines ersten Schachtes auf Blücher III. Dieser musste bereits nach kurzer Zeit wegen zu hoher Wasserzuflüsse aufgegeben werden. 1858 wurde südwestlich des Dorfes Horst in der Horstermark mit dem Abteufen eines neuen Schachtes Zeche Blücher I begonnen. Wegen Insolvenz der Gewerkschaft Blücher musste dieser Schacht 1860 ebenfalls gestundet werden. 1860 wurde die Essen-Arenberger Bergbau-Gesellschaft als Aktiengesellschaft gegründet, die das Kapital der Gewerkschaft Blücher übernahm.
Nachdem der Unternehmer Friedrich Grillo Einfluss auf die Entwicklung genommen hatte, formierte sich 1866 eine neue Gewerkschaft mit dem Namen Nordstern. Der Name erklärt sich daher, dass zu diesem Zeitpunkt die Zeche die nördlichste Förderanlage des Ruhrreviers werden sollte – die benachbarte Zeche Mathias Stinnes war zu dem Zeitpunkt zwar auch angesetzt worden, lag aber wegen Insolvenz bis auf unbestimmte Zeit still. Der neu abgeteufte Schacht wurde gesümpft und konnte 1868 unter dem Namen Nordstern 1 in Förderung gehen. Er wurde mit einem Malakow-Turm ausgestattet.
Um der Hochwasserbedrohung durch die nördlich der Schachtanlage verlaufende Emscher Herr zu werden, wurden umfangreiche Aufschüttungen um die Schachtanlage vorgenommen. Da ferner der Schacht standfest ausgebaut worden war, konnte die Zeche sich wirtschaftlich gut entwickeln. Die geförderte Gasflamm- und Flammkohle war von hoher Qualität, so dass die wirtschaftlichen Probleme der ausgehenden 1870er und 1880er Jahre überstanden werden konnten.
1873 entstand aus der Essen-Arenberger Bergbau-Gesellschaft die AG Steinkohlenbergwerk Nordstern. Im gleichen Jahr wurde zwischen der Schachtanlage und der Emscher die Trasse der Emschertalbahn der Köln-Mindener Eisenbahn in Betrieb genommen, wodurch die Zeche einen zweiten Eisenbahnanschluss (neben der älteren Verbindung nach Altenessen) bekam.
Von 1890 bis 1892 wurde neben Schacht 1 der Schacht 2 niedergebracht. Die Förderung stieg bis auf 850.000 Tonnen jährlich.
1899 wurde begonnen, das Ostfeld durch eine eigenständige Schachtanlage aufzuschließen. Zunächst wurde von der geplanten Doppelschachtanlage aus finanziellen Gründen nur ein Schacht geteuft. Dieser ging als Schacht 3 im Jahre 1901 in Betrieb und hatte einen Gleisanschluss an die „westfälische Emschertalbahn“ (Bahnhof Horst-Nord).

### 1901–1945

Zeche Nordstern um 1910

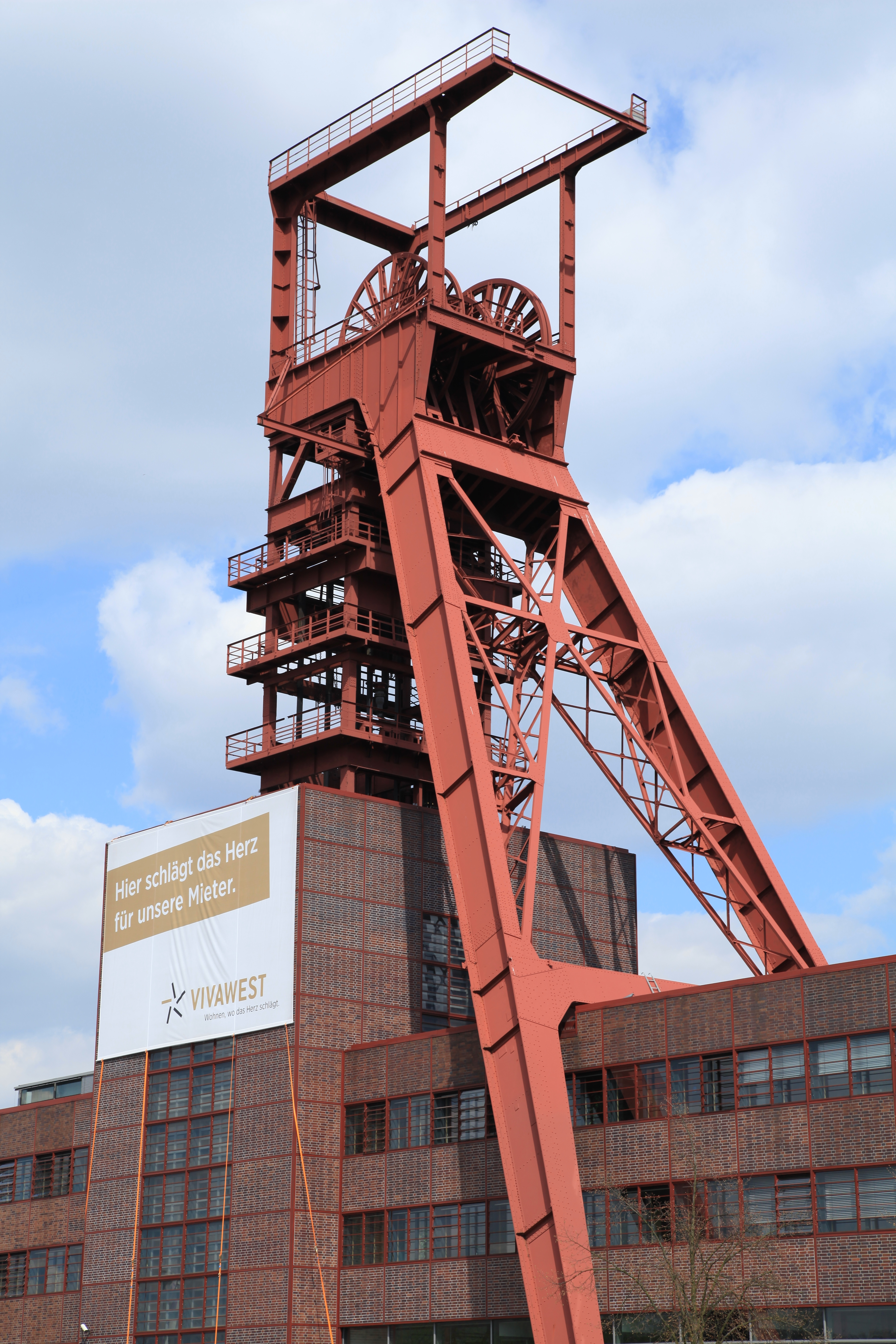
Förderturm über Schacht 1

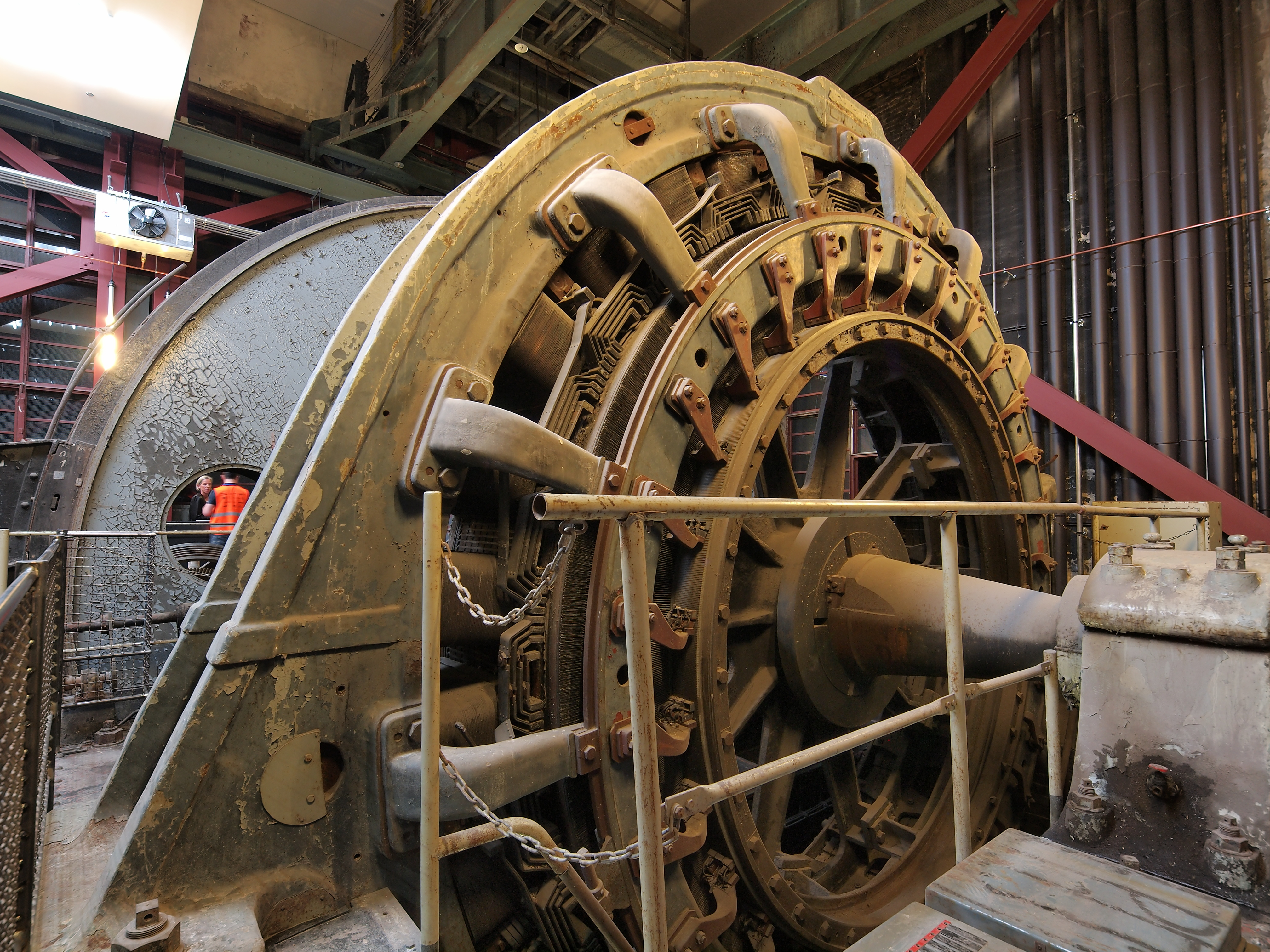
Fördermaschine von Schacht 2, vorne der Elektromotor, dahinter die Treibscheibe

1907 wurde die AG Steinkohlenbergwerk Nordstern von der Phoenix AG für Bergbau und Hüttenbetrieb übernommen, diese nahm umfangreiche Ausbaumaßnahmen vor. Maßgeblich beteiligt war der damalige Betriebsdirektor Christian Dütting.
Schacht 1 erhielt ein eingezogenes Fördergerüst auf den Malakow-Turm aufgesetzt. Von 1910 bis 1911 wurde neben Schacht 3 der Schacht 4 abgeteuft. Dieser vervollständigte die nun eigenständige Förderschachtanlage 3/4. Wegen des kriegsbedingt höheren Koksbedarfes wurde 1915 auf Nordstern 1/2 eine Kokerei in Betrieb genommen. Die Kohlenförderung erreichte 1915 den Wert von 1,5 Mio. t Kohle jährlich.
Zwei Jahre nach dem Ende der Hochinflation kam es 1925 zu einer Stilllegung beider Nordstern-Schachtanlagen. 1926 gingen die Phoenix AG für Bergbau und Hüttenbetrieb in der Vereinigte Stahlwerke AG auf, die Nordstern-Grubenfelder wurden der „Gruppe Gelsenkirchen“ zugeordnet. Aufgrund vielversprechender Lagerstättenverhältnisse wurde die Förderung auf Nordstern 1/2 wieder aufgenommen.
Ab 1928 wurde am Rhein-Herne-Kanal südlich der Schachtanlage 1/2 die neue Zentralkokerei Nordstern mit 200 Koksöfen errichtet. Nach deren Inbetriebnahme wurde die alte Kokerei auf Nordstern 1/2 stillgelegt. 1934 gliederte die Vereinigte Stahlwerke AG ihren Bergwerksbesitz in die neu bzw. wieder gegründete Gelsenkirchener Bergwerks-AG (GBAG) aus. 1936 wurde zusätzlich auf Nordstern 3/4 wieder die Förderung aufgenommen. Es wurden 1,6 Mio. t Kohle pro Jahr gefördert.
Von 1937 bis 1939 wurde der seinerzeit größte Gasbehälter der Welt mit einer Gesamthöhe von 149 Metern und einem Durchmesser von 80 Metern bei 600.000 m³ Fassungsvermögen von Aug. Klönne auf der Zeche Nordstern gebaut. Er wurde am 20. Mai 1940 von einer Bombe getroffen und derart beschädigt, dass er abgerissen werden musste.
Im Zweiten Weltkrieg wurden 1944 und 1945 beide Schachtanlagen durch anglo-amerikanische Bombenangriffe schwer beschädigt. 1945 musste die Zeche wiederum zeitweise stillgelegt werden.
1937 und erneut 1955 kam es jeweils zu Grubenunglücken.

### 1945–1980
Nach Beseitigung der Kriegsschäden wurde ab Ende 1945 die Förderung nach und nach wieder aufgenommen. Von 1951 bis 1953 wurden die Förderanlagen auf Nordstern 1/2 grunderneuert. Schacht 2 erhielt einen geschlossenen Förderturm mit Zweiseil-Gefäßförderung. Über Schacht 1 wurde ein vollwandiges Strebengerüst errichtet. Weiterhin wurden die Aufbereitungsanlagen neu konzipiert und entsprechend erweitert. Für alle Bauten zeichnete Fritz Schupp verantwortlich. Die Schachtanlage wurde als Zentralförderanlage konzipiert und übernahm ab 1956 auch komplett die Förderung von der Anlage Nordstern 3/4.
Bedingt durch starke Absatzschwierigkeiten für Koks beschloss die GBAG 1966, die Zentralkokerei im folgenden Geschäftsjahr stillzulegen. 1968 erfolgte die Übernahme der Zeche in die neu gegründete Ruhrkohle AG. Sie wurde der Tochtergesellschaft Bergbau-AG Gelsenkirchen zugeordnet.
Ab 1973 wurden der Zeche zunehmend Abbaubereiche von benachbarten stillgelegten Bergwerken zugewiesen. Der Stillstandsbereich Wilhelmine Victoria 1/4 wurde nebst Grubenfeld von dem stillgelegten Bergwerk Emil-Fritz als Außenanlage übernommen. Weiterhin wurde der Zeche ein Teil des Grubenfeldes der ehemaligen Zeche Graf Bismarck zum Abbau zugewiesen. Der bis 1974 auf dem Gelände Bismarck II abgeteufte Schacht Emschermulde 2 wurde der Werksdirektion Nordstern zugeordnet. 1980 belief sich die Kohlenförderung auf 1,9 Mio. t Fett-, Gas- und Flammkohle mit 3300 Beschäftigten.

## Stilllegung
1981 wurde im Rahmen eines erneuten Anpassungsplanes für den Ruhrkohlenbergbau beschlossen, die Zechen Nordstern und Zollverein zum Verbundbergwerk Nordstern-Zollverein zu verbinden. Die Förderung sollte nach Zollverein verlagert werden. Die Nordsternschächte sollten allerdings als Seilfahrt- und Zwischenförderungsstandorte erhalten bleiben. Dieser Zusammenschluss erfolgte 1982. Gleichzeitig wurde das Grubenfeld der ehemaligen Zeche Mathias Stinnes durch Wiedereröffnung des alten Schachtes Stinnes 5 neu erschlossen. Im Gegenzug wurde das Baufeld Wilhelmine Victoria mit der dortigen Schachtanlage Wilhelmine Victoria 1/4 1983 komplett abgeworfen und verfüllt.

## Heutiger Zustand

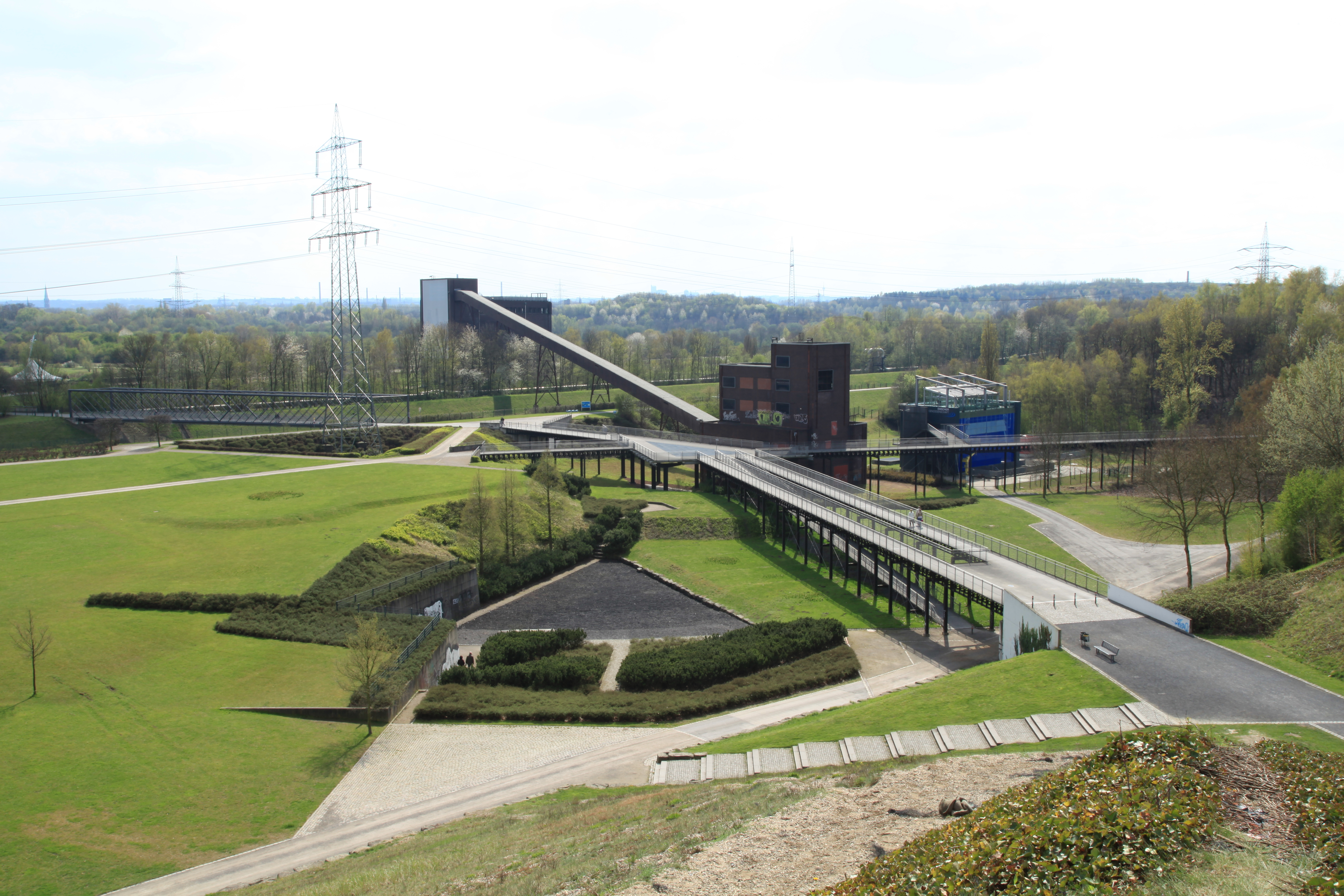
Ein zur Bundesgartenschau ’97 umgestalteter Bereich der Zeche Nordstern

Nach Stilllegung von Nordstern-Zollverein 1986 sind die Nordsternschächte von der Zeche Consolidation übernommen und bis 1993 noch betrieben worden; danach wurden sie abgeworfen und verfüllt. Die Schachtanlage 3/4 wurde komplett abgeräumt. Die Schachtanlage 1/2 ist dagegen nahezu komplett erhalten geblieben und beherbergt den Nordsternpark. Die umfangreichen Schupp’schen Bauten mit den Fördertürmen sind Teil der Route der Industriekultur.
In der komplett sanierten Anlage hat das Immobilienunternehmen Vivawest seine Hauptverwaltung.
Auf dem Zechengelände befand sich seit 1999 Der Deutschlandexpress. Diese Modelleisenbahn-Ausstellung wurde zum Jahresende 2016 aufgegeben.
Der denkmalgeschützte Holzkühlturm der Zeche, welcher im Buga-Park zunächst erhalten wurde, brannte in den frühen Morgenstunden des 17. Juli 2000 nach Brandstiftung ab. Als Erinnerung wurde an seiner Stelle eine Betonstele errichtet.

## Weiterer Ausbau

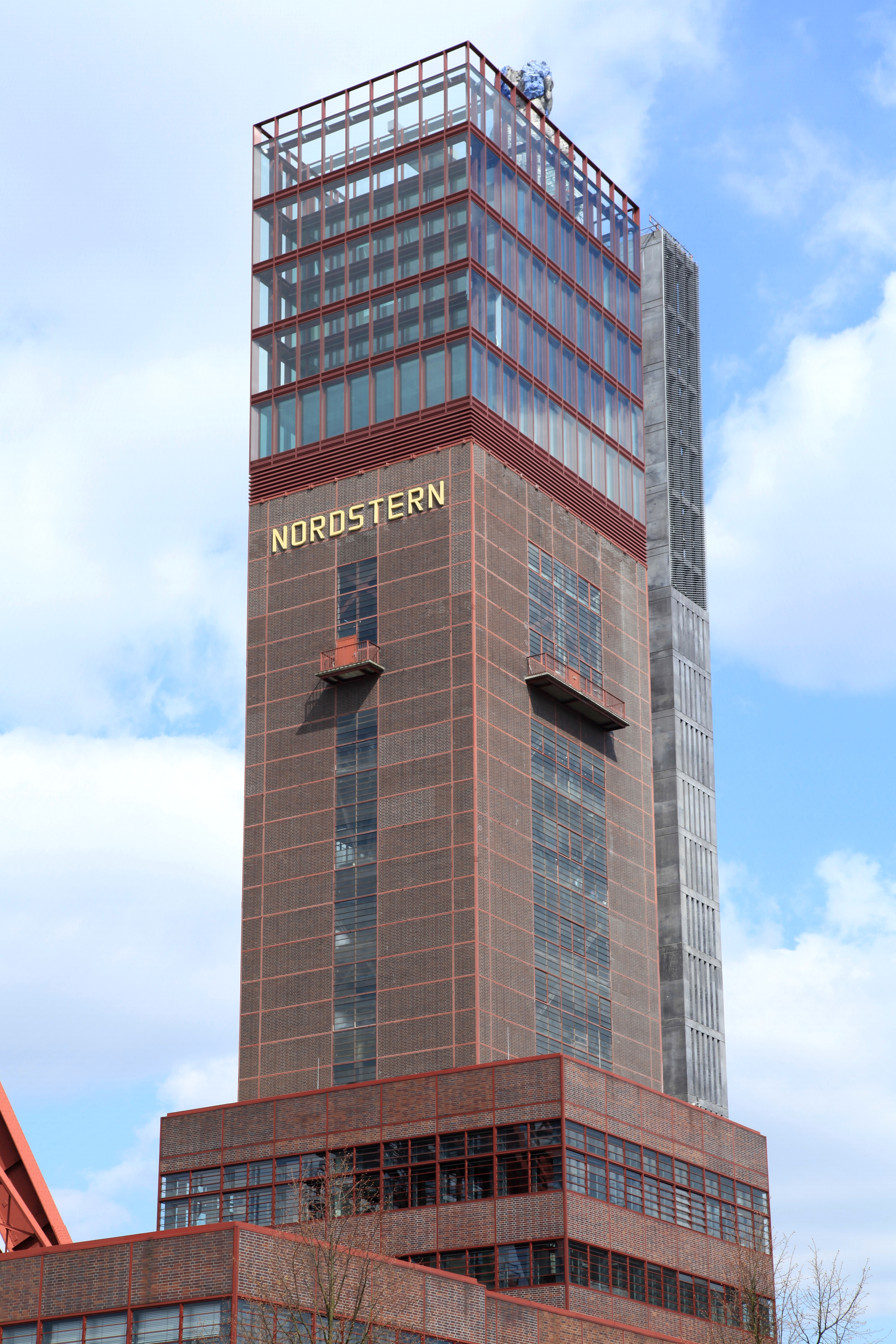
Förderturm von Schacht 2 mit neuem Aufbau

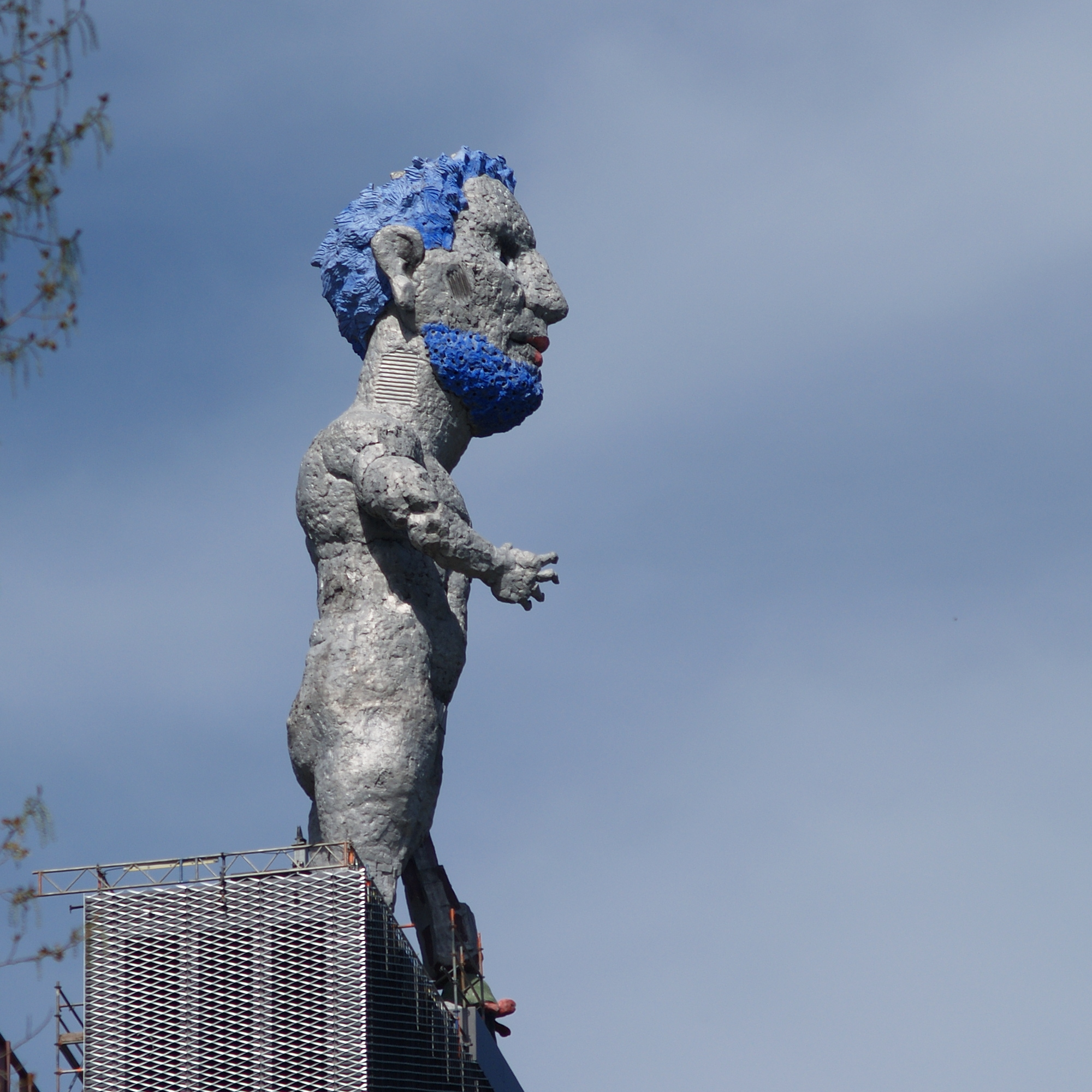
Herkules

Der Nordsternpark war einer der sieben Höhepunkte der RUHR.2010 – Kulturhauptstadt Europas. Der denkmalgeschützte Turm von Schacht II der Zeche Nordstern wurde im Rahmen dieses Projektes ertüchtigt, um vier gläserne Etagen aufgestockt und mit einer Statue bekrönt.
Im September 2010 wurde Richtfest für diesen Turmausbau gefeiert. Kurz vor Weihnachten wurde die 18 Meter große und 23 Tonnen schwere Monumentalskulptur Herkules von Gelsenkirchen des Künstlers Markus Lüpertz als neues Wahrzeichen auf den Erschließungsturm gehoben, über den jetzt der Zugang zu den Bestands- und Neubauetagen erfolgt. Mit ihr erreicht der Nordsternturm nun eine Gesamthöhe von 103 Metern.
Die mit einer deutlichen Fuge abgesetzten, vier neuen gläsernen Etagen werden von Vivawest privatwirtschaftlich genutzt. Die darüber befindliche Besucherterrasse in rund 83 Metern Höhe wurde Anfang Oktober 2012 eingeweiht und bietet nun den Parkbesuchern ein beeindruckendes Panorama. Gleichzeitig öffnete auch das „Nordstern Videokunstzentrum Sammlung Goetz / Neuer Berliner Kunstverein“ in den historischen Turmetagen vor der Kulisse der alten Fördermaschinerie mit der ersten Ausstellung „Schichtwechsel“.
Finanziert wurde der 13,6 Millionen Euro teure Ausbau rund zur Hälfte vom langjährigen Nutzer des Turmes, der THS Wohnen, die heute im Konzernverbund der Vivawest aufgegangen ist. Das Land NRW förderte das Projekt mit 6,4 Millionen Euro, weitere Mittel kamen von der Stadt Gelsenkirchen.
Bis 2018 wurden weitere Verwaltungsbauten für die Vivawest errichtet, die sich in Kubatur, Raster und farblicher Anmutung an den Bestandsbauten orientieren.